# Thailandia ai Giochi della XXI Olimpiade
La Thailandia partecipò ai Giochi della XXI Olimpiade che si sono svolti a Montréal dal 17 luglio al 1º agosto 1976, con una delegazione di 42 atleti impegnati in 11 discipline per un totale di 33 competizioni.
Alla sua settima partecipazione ai Giochi estivi, la squadra thailandese conquistò per la prima volta una medaglia olimpica grazie al pugile Payao Poontarat.

## Medaglie
| Medaglia | Nome            | Sport    | Evento             |
| -------- | --------------- | -------- | ------------------ |
| Bronzo   | Payao Poontarat | Pugilato | Pesi mosca leggeri |